# ALARM
ALARM (Air Launched Anti Radiation Missile) är en brittisk anti-radarrobot utvecklad av British Aerospace.

## Konstruktion
Roboten kan antingen avfyras direkt mot en upptäckt sändare eller avfyras i väntläge. I det förra fallet flyger roboten i en kastbana för att maximera räckvidden. I det senare fallet stiger roboten till ca 12 000 meters höjd och dalar sedan långsamt ner i fallskärm. Så snart en sändare som matchar robotens målprofil slås på släpper den fallskärmen och faller/glidflyger mot målet. I båda fallen anfaller roboten målet uppifrån och utnyttjar det faktum att de flesta radarsändare har kraftigare vertikala än horisontella sidolober.
Målsökaren i ALARM-robotarna är en superheterodynmottagare vilket gör att den kan söka mål ett brett frekvensband. Det gör också att roboten kan fortsätta att spåra sändaren även om det byter frekvens. Logikenheten är baserad på en Z8002-processor som bland annat kan lagra målets position i minnet och styra dit med hjälp av tröghetsnavigering även om sändaren skulle stängas av. Zonröret är framåtriktat och får roboten att explodera på ett förutbestämt avstånd från marken. Avståndet beror på vilken typ av radar den har upptäckt.